# 藤原統行
藤原 統行（ふじわら の むねつら）は、平安時代前期の貴族。名は宗行とも記される。藤原南家、阿波守・藤原真作の曾孫。豊後介・藤原安主の子。官位は従五位下・出羽権介。

## 経歴
従五位下に叙爵後、元慶2年（878年）2月に出羽権介に任ぜられる。同年3月に夷俘が蜂起して秋田城を急襲、城や周辺の官舎・民家を焼き払った。6月に統行は出羽権掾の小野春泉・文室有房と共に武器と兵糧を携えて秋田城へ入城、陸奥押領大掾・藤原梶長による援兵を合わせて兵士5000名が城内に待機した。しかし、不意に四方から夷俘の攻撃を受けて、官軍は迎え撃つも惨敗して城内に戻る。この際に統行の子息は戦死し、武器や兵粮をことごとく夷俘に奪われてしまった。
12月になって俘囚200名が投降してきたため、元慶3年（879年）正月に統行は文室有房らと共に俘囚の元に派遣され慰撫を行っている。同年6月には乱の鎮圧が完了し、統行は小野春泉と共に引き続き出羽国司の兵士を率いて、夷俘に備えた。
元慶4年（880年）武蔵介に任命されるが固辞する。その代わりに、かつて豊後介を務めていたが、任期終了後も帰京できずに豊後国に留まって落魄した状況にあった父・安主の豊後介への再任を願い出て、これを許されている。 

## 系譜
『尊卑分脈』による。
- 父：藤原安主
- 母：陸奥人
- 妻：従五位下南岳の娘（姓不明）
  - 男子：藤原善文

## 登場作品
- 『水壁 アテルイを継ぐ男』、高橋克彦、ISBN 978-4-569-83281-4